# Anna Bergendahl
Anna Henrietta Bergendahl (* 11. prosince 1991 Stockholm) je švédská zpěvačka. Narodila se v Hägerstenu ve Stockholmu a vyrůstala v Nyköpingu a Katrineholmu. Má částečně irský původ, protože její babička se narodila a žije v Irsku. První představení Anny před publikem se uskutečnilo v katedrále v Yorku, když jí bylo pouhých osm let. V roce 2004 se zúčastnila švédského hudebního programu na TV4 Super Troupers a v roce 2008 Idolu, kde se dostala do finálních 5 před tím, než byla vyřazena.
V roce 2009 se upsala Lionheart Records. Její debutové album vyšlo 14. dubna 2010. Bergendahl vyhrála Melodifestivalen 2010 s písní „This Is My Life“ a zastupovala Švédsko na Eurovision Song Contest 2010 v Norsku, i když se nekvalifikovala do finále. Píseň obdržela 1. místo ve švédské hitparádě 5. března 2010.

## Životopis

### Idol 2008
Bergendahl se úspěšně ucházela o talentovou show Idol 2008 TV4 s interpretací písně „Have a Heart“ od Bonnie Raitt a získala ocenění od poroty. Později zpívala písně jako „Mamma Mia“ od ABBA, „Stad i ljus“ od Py Bäckman, „Save Up All Your Tears“, „Bleeding Love“ od Leony Lewis nebo „The Best“ a „Over the Rainbow“.
Bergendahl skončila pátá v Idolu, který později vyhrál Kevin Borg.

### 2010: Po Eurovizi
Po skončení soutěže Eurovision se Bergendahl účastnila Allsång på Skansen, Sommarkrysset a Lotta på Liseberg. Také udělala turné, kde zpívala písně ze svého debutového alba. V roce 2012 vydala své nové album Something to Believe In s debutovým singlem „Live and Let Go“. Účastnila se soutěže Melodifestivalen 2019 se skladbou „Ashes to Ashes“, kde se dostala na 10. místo ve finále. Soutěže se znovu zúčastnila v roce 2020 s písní „Kingdom Come“ a obdržela 3. místo.